# 寧橋郡
寧橋郡（越南语：／）是越南湄公河三角洲芹苴市下辖的一个郡。面积29.22平方公里，2019年总人口280494人。

## 地理
宁桥郡东接永隆省平明市社，西接丰田县，南接丰田县和丐𪘵郡，北接平水郡。

## 历史
2004年1月2日，以原省辖芹苴市丐契坊、安和坊、太平坊、安业坊、安居坊、安会坊、新安坊、安乐坊、安富坊、春庆坊、兴利坊、安平社11坊1社析置宁桥郡；安平社改制为安平坊。
2007年1月16日，安平坊析置安庆坊。
2020年2月11日，安会坊和安乐坊并入新安坊。
2024年9月28日，越南国会常务委员会通过决议，自2024年11月1日起，安富坊、安业坊和安居坊并入太平坊。

## 行政区划
宁桥郡下辖8坊，郡人民委员会位于太平坊。
- 安平坊（Phường An Bình）
- 安和坊（Phường An Hoà）
- 安庆坊（Phường An Khánh）
- 丐契坊（Phường Cái Khế）
- 兴利坊（Phường Hưng Lợi）
- 新安坊（Phường Tân An）
- 太平坊（Phường Thới Bình）
- 春庆坊（Phường Xuân Khánh）

## 經濟
宁桥郡是芹苴市的经济、贸易、金融、行政中心，芹苴市人民委员会位于宁桥郡。该郡以商业、服务、教育活动为主。

## 交通
芹苴大桥坐落在宁桥郡。